# المشتري LVI
إس/2011 جيه 2 هو قمر طبيعي يتبع كوكب المشتري. اكتشفه سكوت شيبارد في 2011. التقطت صور القمر باستخدام تلسكوب ماجلان باد في مرصد فيغاس كمباناس في شيلي. وهو قمر غير نظامي ذا حركة تراجعية.